# آيت علا آيت فاسكا (تيكريكرة)
آيت علا آيت فاسكا هي إحدى مشيخات المملكة المغربية، تتبع جغرافيا لإقليم إفران وإداريًا لتيكريكرة. يقدر عدد سكانها بـ 1373 نسمة حسب الإحصاء الرسمي للسكان والسكنى لسنة 2004.